# Grafschaft Avignon
Eine Grafschaft Avignon bestand im 10. Jahrhundert, bevor die Grafschaft Provence aus dem Nachlass des Königreichs Niederburgund – mit Avignon und der Grafschaft Arles als Kernland – gebildet wurde.
Grafen von Avignon waren:
- Boso († nach 936), Graf von Avignon, Markgraf von Tuscien, Enkel des Herzogs Hugbert von Transjuranien, Urenkel des Boso von Arles (Bosoniden)
- Boso II. († 965/967) 935 Graf von Avignon, 949 Graf von Arles, heiratete eine Enkelin des Kaisers Ludwig der Blinde (Buviniden).

Bosos II. Nachkommen sind die Grafen von Provence, die Markgrafen von Provence und die Grafen von Forcalquier (denen dann Avignon bis 1209 gehörte); deren Erben sind die Grafen von Toulouse bzw. die Grafen von Barcelona.
Nach der Bildung der Provence wurde Avignon zur Vizegrafschaft heruntergestuft. Die Stellvertreter der Grafen regierten hier bis zum Ende des 12. Jahrhunderts. Die Stadt Avignon verselbständigte sich, nachdem mit Genehmigung des Grafen von Forcalquier ihr 1129 die Kommune gegründet wurde.
Den Titel eines Grafen von Avignon trug darüber hinaus:
- Bertrand de Saint-Gilles, † Januar 1112, 1105 Graf von Toulouse, 1108 Kreuzfahrer, 1109 Graf von Tripolis, Graf von Rodez, Viviers und Avignon.

Die Herrschaft Avignon war später lange zwischen Karl von Anjou als Graf von Provence und Alfons von Poitiers als Graf von Toulouse geteilt. Als König Philipp IV. als Erbe Alfons’ dessen Teil 1290 an Karl II. von Anjou abtrat, wurde das Gebiet wiedervereint. Karls Urenkelin Johanna I. von Neapel verkaufte Avignon am 19. Juni 1348 für 80.000 Florin an Papst Clemens VI.

## Vizegrafen von Avignon
- Aldebert, 986 iudex Provinciae, † vor 1032
- Adalelme, 1002 iudex Provinciae in Avignon, dessen Bruder
- Bérenger, 1025–1029 vicecomes (wohl von Avignon), 1045 Vizegraf von Sisteron, 1003-um 1036 juge de Provence, † vor 1065, dessen Sohn
- Bérenger, Vizegraf von Avignon und Sisteron, † vor 1075, dessen Sohn
- Guillaume, Vizegraf von Avignon, † vor 1096, dessen Bruder
- Laugier (Leodegar), Vizegraf von Avignon, † vor 1099, dessen Bruder
- Rostaing Bérenger, Vizegraf von Avignon, 1064/96 bezeugt, dessen Bruder
- Rostaing Bérenger, Vizegraf von Avignon, † vor 1105, Sohn des jüngeren Bérenger
- Geoffroy, Vizegraf von Avignon 1096/1146, dessen Sohn
- Bérenger, Vizegraf von Avognon 1123–1142, † vor 1195
- Guillaume Bérenger oder Guillaume Geoffroy, Vizegraf von Avignon 1123–1142/1195, dessen Bruder